# Budkowo (obwód smoleński)
Budkowo (ros. Будково) – wieś (ros. деревня, trb. dieriewnia) w zachodniej Rosji, w osiedlu wiejskim Katynskoje rejonu smoleńskiego w obwodzie smoleńskim.

## Geografia
Miejscowość położona jest nad jeziorem Kuprinskoje, 3 km od drogi magistralnej M1 «Białoruś», 2,5 km od drogi federalnej R120 (Orzeł – Briańsk – Smoleńsk – Witebsk), 3 km od centrum administracyjnego osiedla wiejskiego (Katyń), 25 km od Smoleńska.

## Demografia
W 2010 r. miejscowość liczyła sobie 3 mieszkańców.